# 奥尼亚 (西班牙)
奥尼亚，是西班牙卡斯蒂利亚-莱昂布尔戈斯省的一个市镇。总面积147平方公里，总人口1481人（2001年），人口密度10人/平方公里。

## 友好城市
- 法國 卢瓦河畔塞什